# Échographie endovasculaire
L'échographie endovasculaire (couramment abrégée en IVUS suivant l'acronyme anglophone « IntraVascular UltraSound ») est une modalité d'imagerie médicale par échographie où l'émetteur et le récepteur piézo-électrique sont situés à l'extrémité d'une sonde souple à usage unique, introduite dans un vaisseau sanguin par cathétérisme sous contrôle de radioscopie.

## Historique
Le concept en a été développé au début des années 1970 et les premières images obtenues fin des années 1980.

## Technique
L'examen permet de visualiser une coupe du vaisseau sur 360°, donnant une image en niveau de gris et permettant d'analyser la taille du vaisseau sanguin ainsi que les anomalies de sa paroi. Sa résolution est de l'ordre de quelques centaines de micromètres

## Utilisation
Son utilisation a fait l'objet de la publication de recommandations. Celles, américaines, datent de 2021. Elle est essentiellement utilisée dans l'exploration des artères coronaires. Elle permet de mieux préciser les indications d'angioplastie, essentiellement dans le cas de lésions complexes.

## Technique alternative
L'imagerie par cohérence optique constitue une technique alternative : elle a une meilleure définition mais nécessite d'évacuer temporairement le sang autour de la sonde par injection d'un produit de contraste.